# Bistum Büraburg
Das Bistum Büraburg war ein 742 errichtetes Bistum der Römisch-Katholischen Kirche im heutigen Fritzlar. Es wurde 755 aufgelöst.

## Geschichte
Um 680 wurde die fränkische Reichsburg Büraburg mit etwa 8 Hektar Innenraum, einer wenigstens 1,50 m dicken Mörtelmauer, mehreren Türmen und drei Toren errichtet. An den besonders gefährdeten Stellen wurden mehrere Spitzgräben gezogen. Auf dem östlichen Teil des Bergsporn befand sich eine Vorburg, in der bäuerliche Gehöfte und Handwerker angesiedelt waren. Um 700 wurde die Befestigung durch neue, dickere (ca. 1,80 m) Mauern verstärkt. Die Tore wurden ausgebaut, die Innenbesiedlung wurde dichter und planvoll angelegt (Pfostenbauten, Ständerhäuser auf steinernem Unterzügen oder Kellern, Grubenhäuser). Auf dem zentralen Gipfelplateau wurde die Kirche St. Brigida erbaut.
723 diente die Büraburg dem heiligen Bonifatius als Operationsbasis und militärischer Schutzschirm, als er bei dem nur wenige Kilometer entfernten Ort Geismar, vermutlich auf dem heutigen Domplatz in Fritzlar, die Donareiche fällte. Aus dem Holz der Eiche ließ er eine Kapelle errichten, die er dem Apostel Petrus weihte. Diese Holzkirche war die Keimzelle des 724 von Bonifatius begründeten Benediktinerklosters Fritzlar, zu dessen erstem Abt er St. Wigbert ernannte. Dieses Kloster wurde 1005 in ein Kollegiatstift umgewandelt.
742 erhob Bonifatius Büraburg zusammen mit Würzburg und Erfurt zu Bistümern. Erster Bischof wurde Bonifatius’ Weggefährte Witta. Schon 755 wurde das Bistum jedoch, zusammen mit dem ebenfalls von Bonifatius gegründeten Bistum Erfurt, durch Lullus dem Bistum Mainz eingegliedert, da beide der weiteren Ausdehnung seines Bistums nach Osten hinderlich waren und ihre Aufgabe als Missionsbistümer als erledigt betrachtet wurde. Büraburg war danach als Archidiakonat (später nach Fritzlar verlegt) das Zentrum mainzischer Autorität in Nordhessen und auf dem Eichsfeld.